# Federazione cestistica della Slovenia
La Košarkaška Zveza Slovenije (acronimo KZS) è l'ente che controlla e organizza la pallacanestro in Slovenia.
La federazione gestisce ed organizza le attività delle nazionali slovene. Ha sede a Lubiana e l'attuale presidente è Sesok Dusan.
È affiliata alla FIBA dal 1992 e organizza il campionato sloveno di pallacanestro.